# Електрид

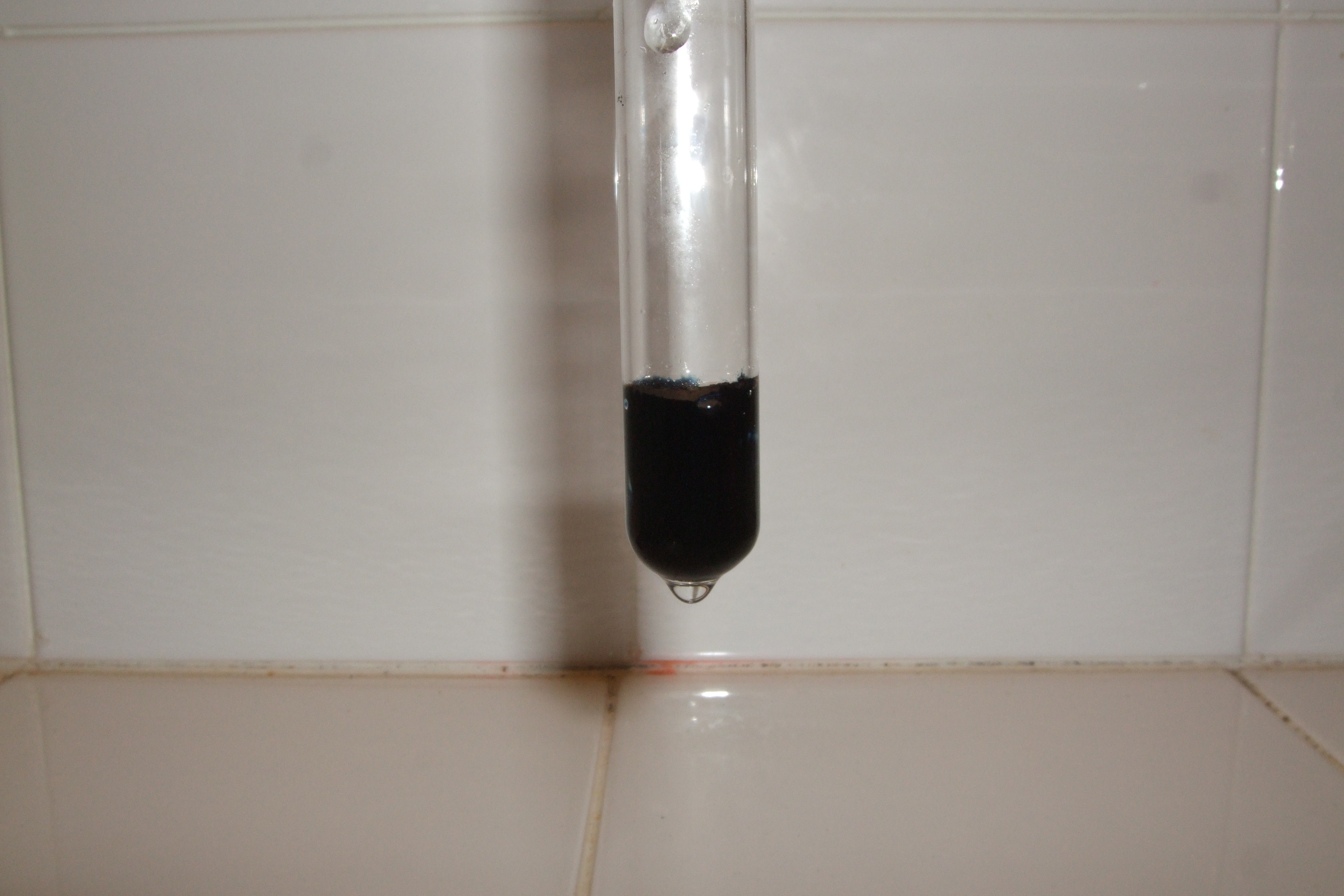
Натрій, розчинений у рідкому амоніаку.

Електри́д (англ. electride) — речовина з іонною будовою, в якій аніоном виступає вільний електрон. Це парамагнітні комплекси лужних металів з криптандами (зазвичай) або іншими комплексоутворюючими молекулами. Першим ізольованим електридом, структура якого була встановлена за допомогою рентгенівських променів, був електрид цезію з краун-етером {\displaystyle {\ce {[Cs([18]-crown-6)]+ e-}}}.
Класичний синтез електридів починається з розчинення лужного металу в рідкому амоніаку або аміні. В результаті утворюється парамагнітний та електропровідний розчин темно-синього кольору, що зумовлений сольватованими електронами:
{\displaystyle M\ +nNH_{3}->[M(NH_{3})_{n}]^{+}e^{-}}
З часом цей комплекс розкладається, утворюючи амід та водень:
{\displaystyle 2[M(NH_{3})_{n}]^{+}e^{-}\longrightarrow 2MNH_{2}+H_{2}\uparrow +(n-2)NH_{3}}
Ключовим аспектом при приготуванні електридів у твердому стані є використання надлишку краун-етерів або криптандів  для комплексування катіонів лужних металів.
Електриди мають кристалічну структуру, що складається з полостей і каналів, де утримуються електрони. У твердому стані електриди здатні проводити електричний струм, однак ця здатність значно нижча, аніж у розчині, що підтверджує локалізацію електронів.
Електриди є дуже реактивними та сильними відновниками та зазвичай розкладаються при температурі вище −40 °С. Однак у 2003 році був отриманий перший хімічно й термічно стійкий електрид  [Ca24Al28O64]4+(4e-).